# او پاور
او پاور (به انگلیسی: Opower) کمپانی است که نرم‌افزار (شامل مشورت و توزیع و ذخیره انرژی، ذخیره مالی مشترکان و توزیع کننده گان…) مربوط به کمپانی‌ها و مشتری‌های آنان فراهم می‌کند که تعداد آن‌ها به بیش از ۵۰ میلیون خانه در ۹ کشور و بیش از ۹۵ میلیون مرکز خدمات تسهیلاتی می‌رسد. سازنگان این شرکت دن یتز و الکس لاسکی دوستان قدیمی هستند گه مرکز آن در ارلینگتن ویرجینیا است. در فوریه ۲۰۱۴ ۵۰۰ نفر را در آرلینگتن، سان فرانسیسکو لندن و سنگاپور و ژاپن استخدام کرد. در ۲۰۰۷ هادی پرتوی مؤسس ilike به هیئت اپاور پیوست تا در پروژه خلیج غرب ایالات متحده رایزنی کنند. در ژوئیه ۲۰۱۰ اپاور شعبه دوم خود را در سانفرانسیسکو بازکرد و با فردبالتر نماینده پیشین NARUC شروع به کار کردو…

نرم‌افزار اپاور برای شناسایی داده‌ها به هدف شناسایی نیازمندی مشترکان تسهیلات و صرفه جویی در پول آن‌ها از الگوریتم‌های آماری استفاده می‌کند. در گزارش اپاور از شیوه رابرت سیالدینی استفاده می‌شود که نوعی دانش کاربردی است و شامل صورت‌های خندانی است که خانه‌های کم مصرف را نشان می‌دهد. این گزارش برای مشترکان نیز پست می‌شود و موجب مش ود مشترکین دقیقاً از مصرف مثلاً تویه سازها با خبر باشند.

## بازدید اباما
پریزدنت اباما در ۵ مارس ۲۰۱۵ از دفتر مرکزی واقع در آرینگتن آریزنا بازدید کرد. وی گفت کمپانی روالی موفق داشته‌است و پس از آنکه ۲٫۳ بیلیون دلار به شغل‌های سبز اختصاص داده شد بازدید خود را به مدت یک ماه ادامه داد. وی به اپاور گفت کای که انجام می‌دهید بازده خوبی در خانه‌ها در تولید شغل داشته‌است و آمریکا در آینده‌ای پاک از انر‍یس قرار می‌دهد.